# Класификация на хищниците
Класификацията на хищниците включва всички представители на разред Хищници (Carnivora).

## Класификация
Разред Хищници

- Род †Eosictis
  - Вид †Eosictis avinoffi

- Род †Messelogale
  - Вид †Messelogale kessleri

- Род †Miacis
  - Вид †Miacis boqinghensis Huang, 1986
  - Вид †Miacis deutschi Gingerich, 1983
  - Вид †Miacis exiguus Matthew & Granger, 1915
  - Вид †Miacis hargeri Wortman, 1901
  - Вид †Miacis hookwayi Stock, 1934
  - Вид †Miacis invictus Matthew & Granger, 1925
  - Вид †Miacis latidens Matthew & Granger, 1915
  - Вид †Miacis lushiensis Chow, 1975
  - Вид †Miacis medius Matthew, 1909
  - Вид †Miacis parvivorus Cope, 1872
  - Вид †Miacis petilus Gingerich, 1983
  - Вид †Miacis sylvestris март 1872
  - Вид †Miacis thailandicus Ducrocq, 1992
  - Вид †Miacis washakius Wortman, 1901

- Род †Miocyon
  - Вид †Miocyon magnus
  - Вид †Miocyon major
  - Вид †Miocyon scotti
  - Вид †Miocyon vallisrubrae

- Род †Oodectes
  - Вид †Oodectes herpestoides
  - Вид †Oodectes jepseni

- Род †Palaearctonyx
  - Вид †Palaearctonyx meadi

- Род †Paramiacis
  - Вид †Paramiacis exilis
  - Вид †Paramiacis teilhardi

- Род †Paroodectes
  - Вид †Paroodectes feisti

- Род †Procynodictis
  - Вид †Procynodictis progressus
  - Вид †Procynodictis vulpiceps

- Род †Prodaphaenus
  - Вид †Prodaphaenus scotti

- Род †Quercygale
  - Вид †Quercygale angustidens
  - Вид †Quercygale hastingsae
  - Вид †Quercygale helvetica
  - Вид †Quercygale smithi

- Род †Tapocyon
  - Вид †Tapocyon dawsonae
  - Вид †Tapocyon robustus

- Род †Uintacyon
  - Вид †Uintacyon asodes
  - Вид †Uintacyon bathygnathous
  - Вид †Uintacyon edax
  - Вид †Uintacyon gingerichi
  - Вид †Uintacyon jugulans
  - Вид †Uintacyon massetericus
  - Вид †Uintacyon rudis
  - Вид †Uintacyon vorax

- Род †Vassacyon
  - Вид †Vassacyon promicrodon
  - Вид †Vassacyon bowni

- Род †Vulpavus Marsh, 1871
  - Вид †Vulpavus australis
  - Вид †Vulpavus canavus
  - Вид †Vulpavus ovatus
  - Вид †Vulpavus palustris
  - Вид †Vulpavus profectus

- Род †Xinyuictis
  - Вид †Xinyuictis tenuis

- Род †Ziphacodon
  - Вид †Ziphacodon rugatus

- Род †Didymictis Cope, 1875
  - Вид †Didymictis altidens Cope, 1880
  - Вид †Didymictis leptomylus Cope, 1880
  - Вид †Didymictis protenus Cope, 1874
  - Вид †Didymictis proteus Polly, 1997
  - Вид †Didymictis vancleveae Robinson, 1966

- Род †Intyrictis Gingerich & Winkler, 1985
  - Вид †Intyrictis vanvaleni MacIntyre, 1966

- Род †Orientictis Huang & Zheng, 2005
  - Вид †Orientictis spanios Huang & Zheng, 2005

- Род †Preonictis Tong & Wang, 2006
  - Вид †Preonictis youngi Tong & Wang, 2006

- Род †Protictis
  - Подрод †Bryanictis MacIntyre, 1966
    - Вид †Bryanictis microlestes Simpson, 1935
    - Вид †Bryanictis paulus Meehan & Wilson, 2002

  - Подрод †Protictoides Flynn & Galiano, 1982
    - Вид †Protictoides aprophatos Flynn & Galiano, 1982

  - Подрод †Protictis Matthew, 1937
    - Вид †Protictis agastor Gingerich & Winkler, 1985
    - Вид †Protictis haydenianus Cope, 1882
    - Вид †Protictis minor Meehan & Wilson, 2002
    - Вид †Protictis paralus Holtzman, 1978
    - Вид †Protictis simpsoni Meehan & Wilson, 2002

- Род †Simpsonictis MacIntyre, 1962
  - Вид †Simpsonictis jaynanneae Rigby, 1980
  - Вид †Simpsonictis pegus Gingerich & Winkler, 1985
  - Вид †Simpsonictis tenuis Simpson, 1935

- Род †Variviverra Tong & Wang, 2006
  - Вид †Variviverra vegetatus Tong & Wang, 2006

- Род †Viverravus Marsh, 1872
  - Вид †Viverravus acutus Matthew & Granger, 1915
  - Вид †Viverravus gracilis Marsh, 1872
  - Вид †Viverravus lawsoni Hooker, 2010
  - Вид †Viverravus laytoni Gingerich & Winkler, 1985
  - Вид †Viverravus lutosus Gazin, 1952
  - Вид †Viverravus minutus Wortman, 1901
  - Вид †Viverravus nitidus Marsh, 1872
  - Вид †Viverravus politus Matthew & Granger, 1915
  - Вид †Viverravus rosei Polly, 1997
  - Вид †Viverravus sicarius Matthew, 1909

- Род †Viverriscus Beard & Dawson, 2009
  - Вид †Viverriscus omnivorus Beard & Dawson, 2009

- Подсемейство †Stenoplesictinae
  - Род †Shandgolictis (Hunt, 1998)
    - Вид †Shandgolictis elegans (Hunt, 1998)

  - Род †Asiavorator (Spassov & Lange-Badré, 1995)
    - Вид †Asiavorator altidens (Spassov & Lange-Badré, 1995)

  - Род †Moghradictis (Morlo, Miller & El-Barkooky, 2007)
    - Вид †Moghradictis nedjema (Morlo, 2007)

  - Род †Africanictis (Morales, Pickford, Soria & Fraile, 1998)
    - Вид †Africanictis meini (Morales, 1998)
    - Вид †Africanictis schmidtkittleri (Morales, 1998)

  - Род †Mioprionodon (Schmidt-Kittler, 1987)
    - Вид †Mioprionodon pickfordi (Schmidt-Kittler, 1987)

  - Род †Stenoplesictis (Filhol, 1880)
    - Вид †Stenoplesictis muhoronii (Schmidt-Kittler, 1987)
    - Вид †Stenoplesictis cayluxi
    - Вид †Stenoplesictis minor
    - Вид †Stenoplesictis crocheti
    - Вид †Stenoplesictis indigenus (Dashzeveg, 1996)

  - Род †Palaeoprionodon (Filhol, 1880)
    - Вид †Palaeoprionodon lamandini (Filhol, 1880)

  - Род †Anictis (Kretzoi, 1945)
    - Вид †Anictis simplicidens (Schlosser, 1890)

  - Род †Haplogale
    - Вид †Haplogale media (Filhol, 1882)

  - Род †Viretictis (Bonis, Peigné & M. Hugueney, 1999)

- Подсемейство †Proailurinae
  - Род †Stenogale (Schlosser, 1888)
    - Вид †Stenogale julieni
    - Вид †Stenogale intermedia
    - Вид †Stenogale bransatensis
    - Вид †Stenogale aurelianensis

  - Род †Proailurus (Filhol, 1879)
    - Вид †Proailurus lemanensis (Filhol, 1879)
    - Вид †Proailurus gracilis

  - Вид †Proailurus brevidens

- Род †Percrocuta Kretzoi, 1938
  - Вид †Percrocuta giganteus
  - Вид †Percrocuta miocenica
  - Вид †Percrocuta abessalomi
  - Вид †Percrocuta hebeiensis

- Род †Dinocrocuta Schmidt-Kittler, 1975
  - Вид †Dinocrocuta gigantea
  - Вид †Dinocrocuta macrodonta

- Род †Dinailurictis
  - Вид †Dinailurictis bonali

- Род †Dinictis
  - Вид †Dinictis felina

- Род †Eofelis
  - Вид †Eofelis edwardsii
  - Вид †Eofelis giganteus

- Род †Maofelis
  - Вид †Maofelis cantonensis

- Род †Pogonodon
  - Вид †Pogonodon davisi
  - Вид †Pogonodon platycopis

- Род †Quercylurus
  - Вид †Quercylurus major

- Триб †Nimravini
  - Род †Dinaelurus
    - Вид †Dinaelurus crassus

  - Род †Nimravus
    - Вид †Nimravus brachyops
    - Вид †Nimravus intermedius

- Триб †Hoplophoneini
  - Род †Eusmilus
    - Вид †Eusmilus bidentatus
    - Вид †Eusmilus villebramarensis

  - Род †Hoplophoneus
    - Вид †Hoplophoneus cerebralis (Cope, 1880)
    - Вид †Hoplophoneus dakotensis (Hatcher, 1895)
    - Вид †Hoplophoneus oharrai Jepsen, 1926
    - Вид †Hoplophoneus occidentalis (Leidy, 1866)
    - Вид †Hoplophoneus primaevus (Leidy, 1851) (type)
    - Вид †Hoplophoneus sicarius Sinclair and Jepsen, 1927)

  - Род †Nanosmilus
    - Вид †Nanosmilus kurteni

- Род Африкански палмови цивети (Nandinia)
  - Вид Африканска палмова цивета (N. binotata)

- Род †Ginsburgsmilus
  - Вид †Ginsburgsmilus napakensis

- Род †Afrosmilus
  - Вид †Afrosmilus turkanae
  - Вид †Afrosmilus africanus
  - Вид †Afrosmilus hispanicus

- Род †Prosansanosmilus
  - Вид †Prosansanosmilus peregrinus
  - Вид †Prosansanosmilus eggeri

- Род †Sansanosmilus
  - Вид †Sansanosmilus palmidens
  - Вид †Sansanosmilus jourdani
  - Вид †Sansanosmilus vallesiensis
  - Вид †Sansanosmilus piveteaui

- Род †Syrtosmilus
  - Вид †Syrtosmilus syrtensis

- Род †Vampyrictis
  - Вид †Vampyrictis vipera

- Род †Barbourofelis
  - Вид †Barbourofelis whitfordi
  - Вид †Barbourofelis lovei
  - Вид †Barbourofelis morrisi
  - Вид †Barbourofelis fricki

- Подсемейство Азиатски линзанги (Prionodontinae) Gray, 1864
  - Род Азиатски линзанги (Prionodon) Horsfield, 1822
    - Вид Ивичест линзанг (P. linsang)
    - Вид Петнист линзанг (P. pardicolor)

- Подсемейство †Machairodontinae
  - Триб †Homotheriini
    - Род †Homotherium
      - Вид †Homotherium aethiopicum
      - Вид †Homotherium crenatidens
      - Вид †Homotherium crusafonti
      - Вид †Homotherium hadarensis
      - Вид †Homotherium idahoensis
      - Вид †Homotherium ischyrus
      - Вид †Homotherium johnstoni
      - Вид †Homotherium latidens
      - Вид †Homotherium moravicum
      - Вид †Homotherium nestianus
      - Вид †Homotherium nihowanensis
      - Вид †Homotherium sainzelli
      - Вид †Homotherium serum
      - Вид †Homotherium ultimum
      - Вид †Homotherium venezuelensis

    - Род †Machairodus
      - Вид †Machairodus alberdiae
      - Вид †Machairodus aphanistus
      - Вид †Machairodus laskerevi
      - Вид †Machairodus pseudaeluroides
      - Вид †Machairodus robinsoni
      - Вид †Machairodus horribilis

    - Род †Xenosmilus
      - Вид †Xenosmilus hodsonae

  - Триб †Metailurini
    - Род †Динофелиси (Dinofelis)
      - Вид †Dinofelis aronoki
      - Вид †Dinofelis barlowi
      - Вид †Dinofelis cristata
      - Вид †Dinofelis darti
      - Вид †Dinofelis diastemata
      - Вид †Dinofelis paleoonca
      - Вид †Dinofelis petteri
      - Вид †Dinofelis piveteaui

    - Род †Metailurus
      - Вид †Metailurus major Zdanksy, 1924
      - Вид †Metailurus boodon
      - Вид †Metailurus mongoliensis Colbert, 1939
      - Вид †Metailurus ultimus Li, 2014

    - Род †Adelphailurus
      - Вид †Adelphailurus kansensis

    - Род †Stenailurus
      - Вид †Stenailurus teilhardi

    - Род †Pontosmilus
      - Вид †Pontosmilus orientalis

  - Триб †Smilodontini
    - Род †Мегантереони (Megantereon)
      - Вид †Megantereon cultridens
      - Вид †Megantereon ekidoit
      - Вид †Megantereon hesperus
      - Вид †Megantereon inexpectatus
      - Вид †Megantereon microta
      - Вид †Megantereon nihowanensis
      - Вид †Megantereon vakhshensis
      - Вид †Megantereon whitei

    - Род †Paramachairodus
      - Вид †Paramachairodus orientalis
      - Вид †Paramachairodus maximiliani

    - Род †Саблезъби тигри (Smilodon)
      - Вид †Smilodon populator
      - Вид †Smilodon fatalis
      - Вид †Smilodon gracilis

- Подсемейство †Proailurinae
  - Род †Proailurus
    - Вид †Proailurus lemanensis

- Подсемейство Мъркащи котки (Felinae)
  - Род Котки (Felis)
    - Вид Дива котка (F. silvestris)
      - Подвид Африканска дива котка (Felis silvestris lybica)
      - Подвид Домашна котка (Felis silvestris catus)

    - Вид Китайска планинска котка (F. bieti)
    - Вид Пясъчна котка (F. margarita)
    - Вид Тръстикова котка (F. chaus)
    - Вид Чернолапа котка (F. nigripes)
    - Вид Манул (F. manul)

  - Род Далекоизточни котки (Prionailurus)
    - Вид Бенгалска котка (P. bengalensis)
    - Вид Ириомотенска котка (P. iriomotensis)
    - Вид Ръждивопетниста котка (P. rubiginosus)
    - Вид Котка рибар (P. viverrinus)
    - Вид Плоскоглава котка (P. planiceps)

  - Род Пуми (Puma)
    - Вид Пума (P. concolor)
    - Вид Ягуарунди (P. yagouaroundi)

  - Род Гепарди (Acinonyx)
    - Вид †Acinonyx aicha
    - Вид †Acinonyx intermedius
    - Вид †Плиоценски китайски гепард (A. kurteni)
    - Вид †Гигантски гепард (A. pardinensis)
    - Вид Гепард (A. jubatus)

  - Род Рисове (Lynx)
    - Вид †Lynx issiodorensis
    - Вид Рис (L. lynx)
    - Вид Иберийски рис (L. pardinus)
    - Вид Канадски рис (L. canadensis)
    - Вид Червен рис (L. rufus)

  - Род Южноамерикански котки (Leopardus)
    - Вид Колоколо (L. colocolo)
    - Вид Пантаналска котка (L. braccatus)
    - Вид Пампасна котка (L. pajeros)
    - Вид Котка на Жофроа (L. geoffroyi)
    - Вид Кодкод (L. guigna)
    - Вид Андска котка (L. jacobitus)
    - Вид Оцелот (L. pardalis)
    - Вид Онцила (L. tigrinus)
    - Вид Маргай (L. wiedii)

  - Род Сервали (Leptailurus)
    - Вид Сервал (L. serval)

  - Род Каракали (Caracal)
    - Вид Каракал (C. caracal)
    - Вид Африканска златна котка (C. aurata)

  - Род Катопуми (Catopuma)
    - Вид Азиатска златна котка (C. temminckii)
    - Вид Борнейска котка (C. badia)

  - Род Pardofelis
    - Вид Мраморна котка (P. marmorata)

- Подсемейство Ръмжащи котки (Pantherinae)
  - Род Neofelis
    - Вид Димен леопард (N. nebulosa)
    - Вид Борнейски димен леопард (N. diardi)

  - Род Uncia
    - Вид Снежен леопард (U. uncia)

  - Род Пантери (Panthera)
    - Вид †Panthera crassidens
    - Вид †Европейски ягуар (P. gombaszoegensis)
    - Вид †Panthera palaeosinensis
    - Вид †Panthera pardoides
    - Вид †Panthera schaubi
    - Вид †Panthera schreuderi
    - Вид †Panthera spelaea
    - Вид †Panthera toscana
    - Вид †Panthera youngi
    - Вид Лъв (P. leo)
      - Подвид †Американски лъв (P. l. atrox)
      - Подвид †Европейски лъв (P. l. europaea)
      - Подвид †Ранноплейстоценски лъв (P. l. fossilis)
      - Подвид †Panthera leo leo
      - Подвид †Panthera leo maculatus
      - Подвид †Panthera leo melanochaita
      - Подвид †Panthera leo sinhaleyus
      - Подвид †Пещерен лъв (P. l. spelaea)
      - Подвид †Panthera leo vereshchagini
      - Подвид †Panthera leo youngi
      - Подвид Panthera leo azandica
      - Подвид Panthera leo bleyenberghi
      - Подвид Panthera leo hollisteri
      - Подвид Panthera leo kamptzi
      - Подвид Panthera leo krugeri
      - Подвид Panthera leo massaica
      - Подвид Panthera leo nubica
      - Подвид Panthera leo nyanzae
      - Подвид Азиатски лъв (P. l. persica)
      - Подвид Panthera leo senegalensis

    - Вид Ягуар (P. onca)
      - Подвид †Panthera onca mesembrina
      - Подвид †Panthera onca augusta
      - Подвид Panthera onca arizonensis
      - Подвид Panthera onca centralis
      - Подвид Panthera onca goldmani
      - Подвид Panthera onca hernandesii
      - Подвид Panthera onca onca
      - Подвид Panthera onca palustris
      - Подвид Panthera onca paraguensis
      - Подвид Panthera onca peruviana
      - Подвид Panthera onca veracrucis

    - Вид Леопард (P. pardus)
      - Подвид †Panthera pardus sickenbergi
      - Подвид Индокитайски леопард (P. p. delacouri)
      - Подвид Индийски леопард (P. p. fusca)
      - Подвид Севернокитайски леопард (P. p. japonensis)
      - Подвид Шриланкски леопард (P. p. kotiya)
      - Подвид Явански леопард (P. p. melas)
      - Подвид Арабски леопард (P. p. nimr)
      - Подвид Амурски леопард (P. p. orientalis)
      - Подвид Африкански леопард (P. p. pardus)
      - Подвид Персийски леопард (P. p. saxicolor)
      - Подвид Анатолийски леопард (P. p. tulliana)

    - Вид Тигър (P. tigris)
      - Подвид †Балийски тигър (P. t. balica)
      - Подвид †Явански тигър (P. t. sondaica)
      - Подвид †Каспийски тигър (P. t. virgata)
      - Подвид Сибирски тигър (P. t. altaica)
      - Подвид Южнокитайски тигър (P. t. amoyensis)
      - Подвид Индокитайски тигър (P. t. corbetti)
      - Подвид Малайски тигър (P. t. jacksoni)
      - Подвид Суматрански тигър (P. t. sumatrae)
      - Подвид Бенгалски тигър (P. t. tigris)

- Подсемейство Вивери (Viverrinae)
  - Род Африкански линзанги (Poiana)
    - Вид Африкански линзанг (P. richardsonii)
    - Вид Линзанг на Лейтън (P. leightoni)

  - Род Viverricula
    - Вид Малка индийска цивета (V. indica)

  - Род Вивери (Viverra)
    - Вид Цивета (V. zibetha)
    - Вид Малайска цивета (V. tangalunga)
    - Вид Едропетниста цивета (V. megaspila)
    - Вид Малабарска цивета (V. civettina)

  - Род Африкански цивети (Civettictis)
    - Вид Африканска цивета (C. civetta)

  - Род Генети (Genetta)
    - Вид Котешка генета (G. genetta)
    - Вид Ръждивопетниста генета (G. maculata)
    - Вид Леопардова генета (G. pardina)
    - Вид Кралска генета (G. poensis)
    - Вид Тигрова генета (G. tigrina)
    - Вид Сервалова генета (G. servalina)
    - Вид Гривеста генета (G. cristata)
    - Вид Гигантска генета (G. victoriae)
    - Вид Анголска генета (G. angolensis)
    - Вид Абисинска генета (G. abyssinica)
    - Вид Хаусанска генета (G. thierryi)
    - Вид Генета на Джонстън (G. johnstoni)
    - Вид Генета на Бурлон (G. bourloni) (Gaubert, 2003)
    - Вид Водна генета (G. piscivora)

- Подсемейство Hemigalinae
  - Род Hemigalus
    - Вид Ивичеста палмова цивета (H. derbyanus)

  - Род Diplogale
    - Вид Палмова цивета на Хоус (D. hosei)

  - Род Оустънови цивети (Chrotogale)
    - Вид Палмова цивета на Оустън (C. owstoni)

  - Род Cynogale
    - Вид Видровидна цивета (C. bennettii)

- Подсемейство Палмови цивети (Paradoxurinae)
  - Род Палмови цивети (Paradoxurus)
    - Вид Азиатска палмова цивета (P. hermaphroditus)
    - Вид Кафява палмова цивета (P. jerdoni)
    - Вид Златна палмова цивета (P. zeylonensis)

  - Род Paguma
    - Вид Хималайска цивета (P. larvata)

  - Род Arctictis
    - Вид Бинтуронг (A. binturong)

  - Род Сулавески цивети (Macrogalidia)
    - Вид Сулавеска цивета (M. musschenbroekii)

  - Род Дребнозъби цивети (Arctogalidia)
    - Вид Дребнозъба цивета (A. trivirgata)

- Род †Tongxinictis
  - Вид †Tongxinictis primordialis

- Подсемейство †Ictitheriinae
  - Род †Herpestides
    - Вид †Herpestides aegypticus
    - Вид †Herpestides aequatorialis
    - Вид †Herpestides antiquus
    - Вид †Herpestides compactus

  - Род †Plioviverrops
    - Вид †Plioviverrops orbignyi

  - Род †Ictitherium
    - Вид †Ictitherium viverrinum
    - Вид †Ictitherium syvalense

  - Род †Thalassictis
    - Вид †Thalassictis robusta

  - Род †Hyaenotherium
    - Вид †Hyaenotherium hyaeneides

  - Род †Miohyaenotherium
    - Вид †Miohyaenotherium bessarabicum

  - Род †Tungurictis
    - Вид †Tungurictis spocki

  - Род †Proictitherium
    - Вид †Proictitherium gaillardi

- Подсемейство Hyaeninae
  - Род †Palinhyaena
    - Вид †Palinhyaena imbricata
    - Вид †Palinhyaena reperta
    - Вид †Palinhyaena reperta
    - Вид †Palinhyaena imbricata

  - Род †Ikelohyaena
    - Вид †Ikelohyaena abronia

  - Род †Hyaenictis
    - Вид †Hyaenictis graeca

  - Род †Leecyaena
    - Вид †Leecyaena Iycyaenoides

  - Род †Chasmaporthetes
    - Вид †Chasmaporthetes ossifragus
    - Вид †Chasmaporthetes borissiaki
    - Вид †Chasmaporthetes australis
    - Вид †Chasmaporthetes bonisi
    - Вид †Chasmaporthetes exitelus
    - Вид †Chasmaporthetes nitidula
    - Вид †Chasmaporthetes melei
    - Вид †Chasmaporthetes gangsriensis

  - Род †Pachycrocuta
    - Вид †Pachycrocuta brevirostris
    - Вид †Pachycrocuta robusta
    - Вид †Pachycrocuta pyrenaica
    - Вид †Pachycrocuta sinensis

  - Род †Adcrocuta
    - Вид †Adcrocuta advena (Kretzoi 1955)
    - Вид †Adcrocuta australis (Hendey 1974)
    - Вид †Adcrocuta eximia (Roth & Wagner, 1854)

  - Род Петнисти хиени (Crocuta) (Kaup, 1828)
    - Вид Петниста хиена (C. crocuta) Erxleben, 1777

  - Род Хиенови (Hyaena) Brisson, 1762
    - Вид Кафява хиена (H. brunnea)
    - Вид Ивичеста хиена (H. hyaena)

- Подсемейство Земни вълци (Protelinae)
  - Род Земни вълци (Proteles)
    - Вид Земен вълк (P. cristatus)

- Подсемейство Euplerinae
  - Род Фоси (Cryptoprocta)
    - Вид Фоса (C. ferox)

  - Род Eupleres
    - Вид Фаланук (E. goudotii)
    - Вид Eupleres major

  - Род Фаналоки (Fossa)
    - Вид Фаналока (F. fossana)

- Подсемейство Galidiinae
  - Род Galidia
    - Вид Пръстеноопашат мунго (G. elegans)

  - Род Galidictis
    - Вид Широкоивичест мунго (G. fasciata)
    - Вид Мунго на Грандидие (G. grandidieri)

  - Род Mungotictis
    - Вид Тесноивичест мунго (M. decemlineata)

  - Род Salanoia
    - Вид Салано (S. concolor)
    - Вид Мунго на Дърел (S. durrelli)

- Род Atilax
  - Вид Блатна мангуста (A. paludinosus)

- Род Bdeogale
  - Вид Дебелоопашата мангуста (B. crassicauda)
  - Вид Джаксънова мангуста (B. jacksoni)
  - Вид Чернокрака мангуста (B. nigripes)

- Род Мангусти кузиманзе (Crossarchus)
  - Вид Александрова кузиманзе (C. alexandri)
  - Вид Анзоргова кузиманзе (C. ansorgei)
  - Вид Дългоноса кузиманзе (C. obscurus)
  - Вид Плоскоглава кузиманзе (C. platycephalus)

- Род Жълти мангусти (Cynictis)
  - Вид Жълта мангуста (C. penicillata)

- Род Саванови мангусти (Dologale)
  - Вид Саванова мангуста (D. dybowskii)

- Род Тънкотели мангусти (Galerella)
  - Вид Анголска тънкотела мангуста (G. flavescens)
  - Вид Сомалийска тънкотела мангуста (G. ochracea)
  - Вид Южноафриканска мангуста (G. pulverulenta)
  - Вид Тънкотела мангуста (G. sanguinea)

- Род Мангусти джуджета (Helogale)
  - Вид Източна мангуста джудже (H. hirtula)
  - Вид Южна мангуста джудже (H. parvula)

- Род Мангусти (Herpestes)
  - Вид †Herpestes lemanensis
  - Вид Късоопашата мангуста (H. brachyurus)
  - Вид Сива индийска мангуста (H. edwardsii)
  - Вид Кафява индийска мангуста (H. fuscus)
  - Вид Египетска мангуста (H. ichneumon)
  - Вид Малка индийска мангуста (H. javanicus)
  - Вид Дългоноса мангуста (H. naso)
  - Вид Огърличена мангуста (H. semitorquatus)
  - Вид Мангуста на Смит (H. smithii)
  - Вид Мангуста крабояд (H. urva)
  - Вид Ивичестошия мангуста (H. vitticollis)

- Род Белоопашати мангусти (Ichneumia)
  - Вид Белоопашата мангуста (I. albicauda)

- Род Либерийски мангусти (Liberiictis)
  - Вид Либерийска мангуста (L. kuhni)

- Род Ивичести мангусти (Mungos)
  - Вид Гамбийска мангуста (M. gambianus)
  - Вид Ивичеста мангуста (M. mungo)

- Род Paracynictis (Cynictis)
  - Вид Селоусова мангуста (P. selousi)

- Род Rhynchogale
  - Вид Мелерова мангуста (R. melleri)

- Род Сурикати (Suricata)
  - Вид Сурикат (S. suricatta)

- Род †Gustafsonia
  - Вид †Gustafsonia australis

- Род †Angelarctocyon
  - Вид †Angelarctocyon australis

- Подсемейство †Amphicyoninae
  - Род †Agnotherium
    - Вид †Agnotherium antiquus
    - Вид †Agnotherium grivense

  - Род †Амфициони (Amphicyon)
    - Вид †Amphicyon frendens
    - Вид †Amphicyon galushai
    - Вид †Amphicyon giganteus
    - Вид †Amphicyon ingens
    - Вид †Amphicyon laugnacensis
    - Вид †Amphicyon longiramus
    - Вид †Amphicyon lyddekeri
    - Вид †Amphicyon major
    - Вид †Amphicyon palaeindicus

  - Род †Amphicyonopsis
    - Вид †Amphicyonopsis serus

  - Род †Brachycyon
    - Вид †Brachycyon reyi
    - Вид †Brachycyon palaeolycos
    - Вид †Brachycyon gaudryi

  - Род †Cynelos
    - Вид †Cynodictis caroniavorus
    - Вид †Cynodictis crassidens
    - Вид †Cynodictis helbingo
    - Вид †Cynodictis idoneus
    - Вид †Cynodictis jourdan
    - Вид †Cynodictis lemanensis
    - Вид †Cynodictis pivetaui
    - Вид †Cynodictis rugosidens
    - Вид †Cynodictis schlosseri
    - Вид †Cynodictis sinapius

  - Род †Cynodictis
    - Вид †Cynodictis lacustris

  - Род †Euroamphicyon
    - Вид †Euroamphicyon olisiponensis

  - Род †Gobicyon
    - Вид †Gobicyon macrognathus
    - Вид †Gobicyon zhegalloi

  - Род †Goupilictis
    - Вид †Goupilictis minor

  - Род †Guangxicyon
    - Вид †Guangxicyon sinoamericanus

  - Род †Haplocyon
    - Вид †Haplocyon elegans
    - Вид †Haplocyon crucians

  - Род †Haplocyonoides
    - Вид †Haplocyonoides mordax
    - Вид †Haplocyonoides serbiae
    - Вид †Haplocyonoides ponticus

  - Род †Ischyrocyon
    - Вид †Ischyrocyon gidleyi

  - Род †Paradaphoenus
    - Вид †Paradaphoenus cuspigerus
    - Вид †Paradaphoenus minimus
    - Вид †Paradaphoenus tooheyi

  - Род †Pericyon
    - Вид †Pericyon socialis

  - Род †Pliocyon
    - Вид †Pliocyon medius
    - Вид †Pliocyon robustus

  - Род †Proamphicyon
    - Вид †Proamphicyon nebrascensis

  - Род †Protemnocyon
    - Вид †Protemnocyon inflatus

  - Род †Pseudarctos
    - Вид †Pseudarctos bavaricus

  - Род †Pseudamphicyon
    - Вид †Pseudamphicyon bavaricus

  - Род †Pseudocyon
    - Вид †Pseudocyon sansaniensis
    - Вид †Pseudocyon steinheimensis
    - Вид †Pseudocyon styriacus

  - Род †Pseudocyonopsis
    - Вид †Pseudocyonopsis ambiguus
    - Вид †Pseudocyonopsis antiquus
    - Вид †Pseudocyonopsis quercensis

  - Род †Ysengrinia
    - Вид †Ysengrinia americanus
    - Вид †Ysengrinia depereti
    - Вид †Ysengrinia geraniana
    - Вид †Ysengrinia ginsburg
    - Вид †Ysengrinia tolosana

- Подсемейство †Daphoeninae
  - Род †Adilophontes
    - Вид †Adilophontes brachykolos

  - Род †Borocyon
    - Вид †Borocyon robustum

  - Род †Brachyrhyncocyon
    - Вид †Brachyrhyncocyon dodgei
    - Вид †Brachyrhyncocyon montanus

  - Род †Daphoenictis
    - Вид †Daphoenictis tedfordi

  - Род †Daphoenodon
    - Вид †Daphoenodon falkenbachi
    - Вид †Daphoenodon notionastes
    - Вид †Daphoenodon robustum
    - Вид †Daphoenodon periculosus
    - Вид †Daphoenodon skinneri
    - Вид †Daphoenodon superbus

  - Род †Daphoenus
    - Вид †Daphoenus felinus
    - Вид †Daphoenus hartshornianus
    - Вид †Daphoenus lambei
    - Вид †Daphoenus nebrascensis
    - Вид †Daphoenus socialis
    - Вид †Daphoenus transversus
    - Вид †Daphoenus vetus

  - Род †Paradaphoenus
    - Вид †Paradaphoenus cuspigerus
    - Вид †Paradaphoenus minimus
    - Вид †Paradaphoenus tooheyi

- Подсемейство †Temnocyoninae
  - Род †Mammacyon
    - Вид †Mammacyon obtusidens

  - Род †Temnocyon
    - Вид †Temnocyon altigenis
    - Вид †Temnocyon ferox
    - Вид †Temnocyon percussor
    - Вид †Temnocyon venator

- Род Кучета (Canis)
  - Вид Вълк (C. lupus)
    - Подвид †Нюфаундлендски вълк (C. l. beothucus) G. M. Allen & Barbour, 1937
    - Подвид †Флоридски черен вълк (C. l. floridanus) Miller, 1912
    - Подвид †Вълк от Каскадните планини (C. l. fuscus) Richardson, 1839
    - Подвид †Манитобски вълк (C. l. griseoalbus) Baird, 1858
    - Подвид †Вълк от Хокайдо (C. l. hattai) Kishida, 1931
    - Подвид †Японски вълк (C. l. hodophilax) Temminck, 1839
    - Подвид †Моголонски планински вълк (C. l. mogollonensis) Goldman, 1937
    - Подвид †Тексаски вълк (C. l. monstrabilis) Goldman, 1937
    - Подвид †Вълк от южните Скалисти планини (C. l. youngi) Goldman, 1937
    - Подвид Тундров вълк (C. l. albus) Kerr, 1792
    - Подвид Кенайски вълк (C. l. alces) Goldman, 1941
    - Подвид Арабски вълк (C. l. arabs) Pocock, 1934
    - Подвид Арктически вълк (C. l. arctos) Pocock, 1935
    - Подвид Мексикански вълк (C. l. baileyi) Nelson & Goldman, 1929
    - Подвид Вълк на Бернар (C. l. bernardi) Anderson, 1943
    - Подвид Степен вълк (C. l. campestris) Dwigubski, 1804
    - Подвид Тибетски вълк (C. l. chanco) Gray, 1863
    - Подвид Вълк от Британска Колумбия (C. l. columbianus) Goldman, 1941
    - Подвид Вълк от остров Ванкувър (C. l. crassodon) Hall, 1932
    - Подвид Динго (C. l. dingo) Meyer, 1793
    - Подвид Домашно куче (C. l. familiaris) Linnaeus, 1758
    - Подвид Вълк на Грегори (C. l. gregoryi) Goldman, 1937
    - Подвид Вълк от Хъдсън Бей (C. l. hudsonicus) Goldman, 1941
    - Подвид Вълк от северните Скалисти планини (C. l. irremotus) Goldman, 1937
    - Подвид Лабрадорски вълк (C. l. labradorius) Goldman, 1937
    - Подвид Вълк от архипелаг Александър (C. l. ligoni) Goldman, 1937
    - Подвид Североизточноамерикански дървесен вълк (C. l. lycaon) Schreber, 1775
    - Подвид Евроазиатски сив вълк (C. l. lupus) Linnaeus, 1758
    - Подвид Маккензиев вълк (C. l. mackenzii) Anderson, 1943
    - Подвид Бафинов вълк (C. l. manningi) Anderson, 1943
    - Подвид Прериен вълк (C. l. nubilus) Say, 1823
    - Подвид Вълк от Каскадите (C. l. occidentalis) Richardson, 1829
    - Подвид Гренландски вълк (C. l. orion) Pocock, 1935
    - Подвид Ирански вълк (C. l. pallipes) Sykes, 1831
    - Подвид Юконски вълк (C. l. pambasileus) Elliot, 1905
    - Подвид Иберийски вълк (C. l. signatus) Cabrera, 1907
    - Подвид Аляски тундров вълк (C. l. tundrarum) Miller, 1912

  - Вид Източноканадски червен вълк (C. lycaon)
  - Вид Червен вълк (C. rufus) (Audubon & Bachman, 1851)
  - Вид Койот (C. latrans)
  - Вид Чакал (C. aureus)
  - Вид Ивичест чакал (C. adustus)
  - Вид Черногръб чакал (C. mesomelas)
  - Вид Етиопски вълк (C. simensis)

- Род Азиатски диви кучета (Cuon)
  - Вид Азиатско диво куче (C. alpinus)

- Род Хиенови кучета (Lycaon)
  - Вид Хиеново куче (L. pictus)

- Род Късоухи лисици (Atelocynus)
  - Вид Късоуха лисица (A. microtis)

- Род Майконги (Cerdocyon) (C.E.H. Smith, 1839)
  - Вид Майконг (C. thous) Linnaeus, 1766

- Род †Dusicyon
  - Вид †Фолклендски вълк (D. australis) (Kerr, 1792)

- Род Псевдолисици (Lycalopex)
  - Вид Кулпео (L. culpaeus).
  - Вид Аржентинска сива лисица (L. griseus)
  - Вид Лисица на Дарвин (L. fulvipes)
  - Вид Пампасна лисица (L. gymnocercus)
  - Вид Бразилска сребърна лисица (L. vetulus)
  - Вид Сечуранска лисица (L. sechurae)

- Род Гривести вълци (Chrysocyon) (C. E. H. Smith, 1839)
  - Вид Гривест вълк (C. brachyurus) Illiger, 1815

- Род Храстови кучета (Speothos)
  - Вид †Speothos pacivorus
  - Вид Храстово куче (S. venaticus)

- Род Лисици (Vulpes)
  - Вид Полярна лисица (V. lagopus)
  - Вид Лисица (V. vulpes)
  - Вид Американска прерийна лисица (V. velox)
  - Вид Лисица джудже (V. macrotis)
  - Вид Корсак (V. corsac)
  - Вид Капска лисица (V. chama)
  - Вид Бледа лисица (V. pallida)
  - Вид Бенгалска лисица (V. bengalensis)
  - Вид Тибетска лисица (V. ferrilata)
  - Вид Афганска лисица (V. cana)
  - Вид Пясъчна лисица (V. rueppelli)
  - Вид Фенек (V. zerda)

- Род Сиви лисици (Urocyon)
  - Вид Сива лисица (U. cinereoargenteus)
  - Вид Островна лисица (U. littoralis)

- Род Дългоухи лисици (Otocyon)
  - Вид Дългоуха лисица (O. megalotis)

- Род Енотовидни кучета (Nyctereutes)
  - Вид Енотовидно куче (N. procyonoides)

- Род †Adelpharctos
  - Вид †Adelpharctos ginsburgi
  - Вид †Adelpharctos mirus

- Род †Cephalogale
  - Вид †Cephalogale shareri
  - Вид †Cephalogale gergoviensis
  - Вид †Cephalogale ginesticus
  - Вид †Cephalogale geoffroyi

- Род †Cyonarctos
  - Вид †Cyonarctos dessei

- Род †Dinocyon
  - Вид †Dinocyon aurelianensis
  - Вид †Dinocyon sansaniensis
  - Вид †Dinocyon thenardi

- Род †Filholictis
  - Вид †Filholictis filholi

- Род †Hemicyon
  - Вид †Hemicyon barbouri
  - Вид †Hemicyon californicus
  - Вид †Hemicyon gargan
  - Вид †Hemicyon goeriachensis
  - Вид †Hemicyon hareni
  - Вид †Hemicyon sansaniensis
  - Вид †Hemicyon mayorali
  - Вид †Hemicyon stehlini
  - Вид †Hemicyon teilhardi
  - Вид †Hemicyon ursinus
  - Вид †Hemicyon youngi

- Род †Phoberocyon
  - Вид †Phoberocyon hispanicus
  - Вид †Phoberocyon dehmi
  - Вид †Phoberocyon aurelianensis
  - Вид †Phoberocyon youngi
  - Вид †Phoberocyon johnhenryi
  - Вид †Phoberocyon huerzeleri

- Род †Phoberogale
  - Вид †Phoberogale bugtiensis

- Род †Plithocyon
  - Вид †Plithocyon antunesi
  - Вид †Plithocyon armagnacensis
  - Вид †Plithocyon barstowensis
  - Вид †Plithocyon bruneti
  - Вид †Plithocyon conquense
  - Вид †Plithocyon ursinus

- Род †Zaragocyon
  - Вид †Zaragocyon daamsi

- Подсемейство Ailuropodinae
  - Род Ailuropoda
    - Вид Голяма панда (A. melanoleuca)

- Подсемейство Tremarctinae
  - Род Очилати мечки (Tremarctos) Gervais, 1855
    - Вид Очилата мечка (T. ornatus) F. Cuvier, 1825

- Подсемейство Ursinae
  - Род Мечки (Ursus)
    - Вид Кафява мечка (U. arctos)
      - Подвид †Калифорнийска кафява мечка (U. a. californicus)
      - Подвид †Атласка мечка (U. a. crowtheri)
      - Подвид †Мексиканска кафява мечка (U. a. nelsoni)
      - Подвид Аляска кафява мечка (U. a. alascensis)
      - Подвид Евроазиатска кафява мечка (U. a. arctos)
      - Подвид Камчатска кафява мечка (U. a. beringianus)
      - Подвид Източносибирска кафява мечка (U. a. collaris)
      - Подвид Далска мечка (U. a. dalli)
      - Подвид Гризли (U. a. horribilis)
      - Подвид Хималайска кафява мечка (U. a. isabellinus)
      - Подвид Тибетска кафява мечка (U. a. pruinosus)
      - Подвид Усурийска кафява мечка (U. a. lasiotus)
      - Подвид Кодиакска кафява мечка (U. a. middendorffi)
      - Подвид Ursus arctos sitkensis
      - Подвид Сирийска кафява мечка (U. a. syriacus)

    - Вид Американска черна мечка (U. americanus)
    - Вид Бяла мечка (U. maritimus)
    - Вид Хималайска мечка (U. thibetanus)

  - Род Бърнести мечки (Melursus) Meyer, 1793
    - Вид Бърнеста мечка (M. ursinus) Shaw, 1791

  - Род Малайски мечки (Helarctos) Horsfield, 1825
    - Вид Малайска мечка (H. malayanus) Raffles, 1821

- Род †Enaliarctos Mitchell & Tedford, 1973
  - Вид †Enaliarctos mealsi
  - Вид †Enaliarctos barnesi
  - Вид †Enaliarctos emlongi
  - Вид †Enaliarctos mitchelli
  - Вид †Enaliarctos tedfordi

- Род Тюлени монаси (Monachus)
  - Вид Тюлен монах (M. monachus)
  - Вид Хавайски тюлен монах (M. schauinslandi)
  - Вид Карибски тюлен монах (M. tropicalis)

- Род Морски слонове (Mirounga)
  - Вид Северен морски слон (M. angustirostris)
  - Вид Южен морски слон (M. leonina)

- Род Ommatophoca
  - Вид Тюлен на Рос (O. rossii)

- Род Lobodon
  - Вид Тюлен крабоед (L. carcinophagus)

- Род Леопардови тюлени (Hydrurga)
  - Вид Леопардов тюлен (H. leptonyx)

- Род Leptonychotes
  - Вид Тюлен на Уедъл (L. weddellii)

- Род Erignathus
  - Вид Морски заек (E. barbatus)

- Род Качулати тюлени (Cystophora)
  - Вид Качулат тюлен (C. cristata)

- Род Тюлени (Phoca)
  - Вид Обикновен тюлен (P. vitulina)
  - Вид Петнист тюлен (P. largha)

- Род Pusa
  - Вид Пръстенчат тюлен (P. hispida)
  - Вид Байкалски тюлен (P. sibirica)
  - Вид Каспийски тюлен (P. caspica)

- Род Гренландски тюлени (Pagophilus)
  - Вид Гренландски тюлен (P. groenlandicus)

- Род Ивичести тюлени (Histriophoca)
  - Вид Ивичест тюлен (H. fasciata)

- Род Дългомуцунести тюлени (Halichoerus)
  - Вид Дългомуцунест тюлен (H. grypus)

- Род †Archaeodobenus
  - Вид †Archaeodobenus akamatsui

- Род †Prototaria
  - Вид †Prototaria planicephala
  - Вид †Prototaria primigena

- Род †Proneotherium
  - Вид †Proneotherium repenningi

- Род †Neotherium
  - Вид †Neotherium mirum

- Род †Imagotaria
  - Вид †Imagotaria downsi

- Род †Kamtschatarctos
  - Вид †Kamtschatarctos sinelnikovae

- Род †Pelagiarctos
  - Вид †Pelagiarctos thomasi

- Подсемейство †Dusignathinae
  - Род †Pontolis
    - Вид †Pontolis magnus

  - Род †Dusignathus
    - Вид †Dusignathus santacruzensis
    - Вид †Dusignathus seftoni

  - Род †Gomphotaria
    - Вид †Gomphotaria pugnax

  - Род †Pseudotaria
    - Вид †Pseudotaria muramotoi

- Подсемейство Odobeninae
  - Род †Aivukus
    - Вид †Aivukus cedrosensis

  - Род †Ontocetus
    - Вид †Ontocetus emmonsi

  - Род †Pliopedia
    - Вид †Pliopedia pacifica

  - Род †Protodobenus
    - Вид †Protodobenus japonicus

  - Род †Prorosmarus
    - Вид †Prorosmarus alleni

  - Род †Valenictus
    - Вид †Valenictus chulavistensis
    - Вид †Valenictus imperialensis

  - Род Моржове (Odobenus)
    - Вид Морж (O. rosmarus)

- Подсемейство Морски котки (Arctocephalinae)
  - Род Южни морски котки (Arctocephalus)
    - Вид Антарктическа морска котка (A. gazella)
    - Вид Гуаделупска морска котка (A. townsendi)
    - Вид Чилийска морска котка (A. philippii)
    - Вид Галапагоска морска котка (A. galapagoensis)
    - Вид Южноафриканска морска котка (A. pusillus)
    - Вид Новозеландска морска котка (A. forsteri)
    - Вид Субантарктическа морска котка (A. tropicalis)
    - Вид Южноамериканска морска котка (A. australis)

  - Род Северни морски котки (Callorhinus)
    - Вид Северна морска котка (C. ursinus)

- Подсемейство Морски лъвове (Otariinae)
  - Род Сивучи (Eumetopias)
    - Вид Сивуч(E. jubatus)

  - Род Neophoca
    - Вид Австралийски морски лъв (N. cinerea)

  - Род Патагонски морски лъвове (Otaria)
    - Вид Патагонски морски лъв (O. flavescens)

  - Род Phocarctos
    - Вид Новозеландски морски лъв (P. hookeri)

  - Род Zalophus
    - Вид †Японски морски лъв (Z. japonicus)
    - Вид Калифорнийски морски лъв (Z. californianus)
    - Вид Галапагоски морски лъв (Z. wollebaeki)

- Род Червени панди (Ailurus)
  - Вид Червена панда (A. fulgens)

- Род Ивичести скунксове (Mephitis)
  - Вид Ивичест скункс (M. mephitis)
  - Вид Мексикански скункс (M. macroura)

- Род Петнисти скунксове (Spilogale)
  - Вид Южен петнист скункс (S. angustifrons)
  - Вид Западен петнист скункс (S. gracilis)
  - Вид Източен петнист скункс (S. putorius)
  - Вид Петнист скункс джудже (S. pygmaea)

- Род Зурлести скунксове (Conepatus)
  - Вид Северноамерикански зурлест скункс (C. leuconotus)
  - Вид Ивичест зурлест скункс (C. semistriatus)
  - Вид Южноамерикански скункс (C. chinga)
  - Вид Хумболтов скункс (C. humboldtii)

- Род Малайски миризливи язовци (Mydaus)
  - Вид Теледу (M. javanensis)
  - Вид Палавански миризлив язовец (M. marchei)

- Подсемейство Видри (Lutrinae)
  - Род Същински видри (Lutra)
    - Вид Видра (L. lutra)
    - Вид Суматренска видра (L. sumatrana)

  - Род Hydrictis
    - Вид Петнистогърла видра (H. maculicollis)

  - Род Lutrogale
    - Вид Гладкокосместа видра (L. perspicillata)

  - Род Американски видри (Lontra)
    - Вид Канадска видра (L. canadensis)
    - Вид Южна видра (L. provocax)
    - Вид Дългоопашата видра (L. longicaudis)
    - Вид Котешка видра (L. felina)

  - Род Pteronura
    - Вид Гигантска видра (P. brasiliensis)

  - Род Безнокти видри (Aonyx)
    - Вид Капска видра (A. capensis)
    - Вид Сива видра (A. cinerea)

  - Род Морски видри (Enhydra)
    - Вид Морска видра (E. lutris)

- Подсемейство Същински порови (Mustelinae)
  - Род Порове (Mustela)
    - Вид Солонгой (M. altaica)
    - Вид Индийски солонгой (M. kathiah)
    - Вид Невестулка (M. nivalis)
    - Вид Египетска невестулка (M. subpalmata)
    - Вид Тайванска планинска невестулка (M. formosana)
    - Вид Амазонска невестулка (M. africana)
    - Вид Колумбийска невестулка (M. felipei)
    - Вид Степен пор (M. eversmannii)
    - Вид Черен пор (M. putorius)
      - Подвид Фретка (M. p. furo)

    - Вид Чернокрак пор (M. nigripes)
    - Вид Европейска норка (M. lutreola)
    - Вид Индонезийска планинска норка (M. lutreolina)
    - Вид Колонок (M. sibirica)
    - Вид Японски колонок (M. itatsi)
    - Вид Хермелин (M. erminea)
    - Вид Голокрака невестулка (M. nudipes)
    - Вид Ивичеста невестулка (M. strigidorsa)
    - Вид Дългоопашата невестулка (M. frenata)

  - Род Neovison
    - Вид Американска норка (N. vison)

  - Род Африкански невестулки (Poecilogale)
    - Вид Африканска невестулка (P. albinucha)

  - Род Зорили (Ictonyx)
    - Вид Зорила (I. striatus)
    - Вид Северноафриканска невестулка (I. libycus)

  - Род Vormela
    - Вид Пъстър пор (V. peregusna)

  - Род Гризони (Galictis)
    - Вид Голям гризон (G. vittata)
    - Вид Малък гризон (G. cuja)

  - Род Патагонски невестулки (Lyncodon)
    - Вид Патагонска невестулка (L. patagonicus)

  - Род Далекоизточни язовци (Melogale)
    - Вид Китайски язовец (M. moschata)
    - Вид Бирмански язовец (M. personata)
    - Вид Явански язовец (M. orientalis)
    - Вид Борнейски язовец (M. everetti)

  - Род Златки (Martes)
    - Вид Американска златка (M. americana)
    - Вид Златка (M. martes)
    - Вид Самур (M. zibellina)
    - Вид Японски собол (M. melampus)
    - Вид Белка (M. foina)
    - Вид Харза (M. flavigula)
    - Вид Южнокитайска харза (M. gwatkinsii)
    - Вид Пекан (M. pennanti)

  - Род Росомахи (Gulo)
    - Вид Росомаха (G. gulo)

  - Род Eira
    - Вид Тайра (E. barbara)

  - Род Arctonyx
    - Вид Свиневиден язовец (A. collaris)

  - Род Същински язовци (Meles)
    - Вид Язовец (M. meles)
    - Вид Азиатски язовец (M. leucurus)
    - Вид Японски язовец (M. anakuma)

  - Род Медени язовци (Mellivora)
    - Вид Меден язовец (M. capensis)

  - Род Американски язовци (Taxidea)
    - Вид Американски язовец (T. taxus)

- Подсемейство Procyoninae
  - Род Еноти (Procyon)
    - Вид Енот ракояд (P. cancrivorus)
    - Вид Американски енот (P. lotor)
    - Вид Енот джудже (P. pygmaeus)

  - Род Дългоноси мечета (Nasua)
    - Вид Южноамериканско коати (N. nasua)
    - Вид Белоносо коати (N. narica)
    - Вид Коцумелско коати (N. nelsoni)

  - Род Планински коатита (Nasuella)
    - Вид Nasuella meridensis
    - Вид Планинско коати (N. olivacea)

  - Род Какомицлита (Bassariscus)
    - Вид Северноамерикански какомицли (B. astutus)
    - Вид Централноамерикански какомицли (B. sumichrasti)

- Подсемейство Potosinae
  - Род Кинкажута (Potos)
    - Вид Кинкажу (P. flavus)

  - Род Олингота (Bassaricyon)
    - Вид Олинго на Габи (B. gabbii)
    - Вид Олинго на Ален (B. alleni)
    - Вид Олинго на Бедард (B. beddardi)
    - Вид Олинго на Харис (B. lasius)
    - Вид Чирикуйско олинго (B. pauli)
    - Вид Олингито (B. neblina)